# Миереа (Валча)
Миереа (рум. Mierea) насеље је у Румунији у округу Валча у општини Гиороју. Oпштина се налази на надморској висини од 274 m.

## Становништво
Према подацима из 2002. године у насељу је живело 95 становника, од којих су сви румунске националности.